# 米蘭岩
米蘭岩（英語：Milan Rock）是南極洲的岩石，位於瑪麗伯德地，處於哈特科普夫山東南面4公里，美國地質調查局根據測量和美國海軍拍攝的空中照片繪入地圖，現時由南極條約體系管理。